# Kula opisana

Kula opisana na sześcianie

Kula opisana na wielościanie to kula, której brzeg dotyka wszystkich wierzchołków wielościanu.
Czasem mówi się o sferze opisanej.
Nie na każdym wielościanie można opisać kulę. Nie można tego zrobić w szczególności dla żadnego wielościanu niewypukłego. Można tego jednak dokonać m.in. dla każdego wielościanu foremnego.